# Paul Cirou
Pour les articles homonymes, voir Cirou.
Paul Cirou, né à Sainte-Mère-Église le 11 décembre 1869 et mort dans la même ville le 19 février 1951, est un peintre orientaliste français.

## Biographie
Il est élève à l'école des beaux-arts de Dijon puis à l’académie Julian à Paris.
Il débute au Salon des artistes français de 1898, avec des paysages, des portraits, notamment celui de son père. Il peint des paysages de marais lors de ses séjours normands.
Il découvre l'Algérie en 1907 pour des raisons de santé et s'y installe en 1912. Il y vit et travaille jusqu'en 1936. Il fait le portrait du gouverneur général et produit un ensemble d'œuvres colorées d'inspiration orientaliste.
De retour à Paris, il enseigne avec son épouse dans son atelier de la rue de la Tombe-Issoire. Il expose ses œuvres algériennes avec succès. Il conçoit des cartons pour de grandes tapisseries commandées par la Manufacture des Gobelins, et l’État lui achète des œuvres comme Les porteuses d’eau kabyles, Fleurs à la fenêtre, ou Sur le lac Léman.
En 1929, il prend part au Salon des indépendants.
Après le décès de sa femme en 1950, il retourne au sein de sa famille à Sainte-Mère-Église. Il meurt en 1951 avant d'avoir pu mener à son terme le projet d'y exécuter des fresques sur le thème de la Seconde Guerre mondiale.

## Collections publiques
- Musée des années 30, Les porteuses d’eau kabyles
- Musée des Beaux-Arts de Narbonne, Jour de marché à Nédrona[3]

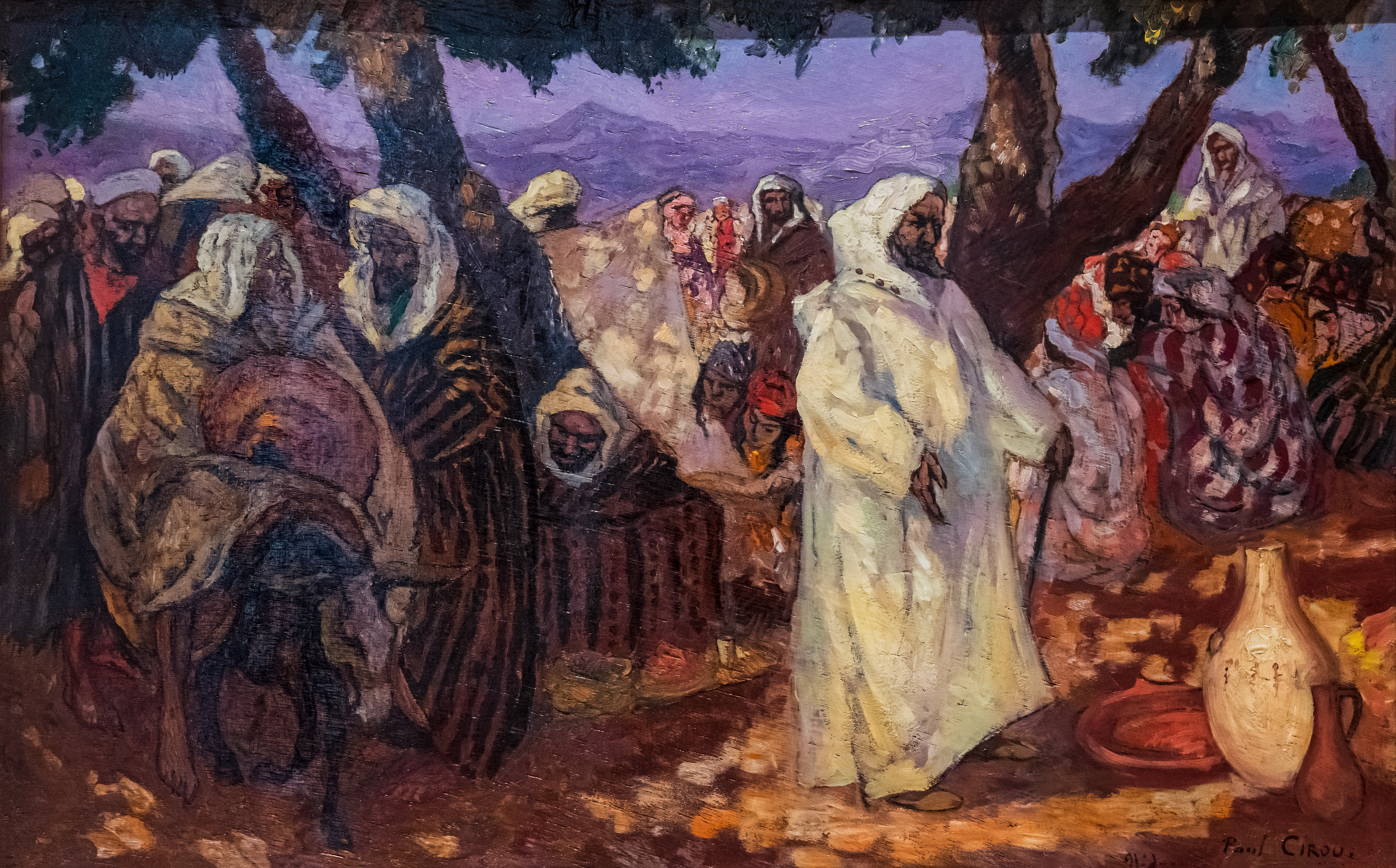
Jour de marché à Nedroma - Musée des Beaux-Arts de Narbonne